# Halfruimte (meetkunde)

Het rode vlak definieert de blauwe halfruimte in de driedimensionale ruimte.

Een halfruimte is in de wiskunde een door een hypervlak begrensde deelverzameling van een ruimte van willekeurige dimensie. Wanneer het hypervlak zelf in de halfruimte is besloten, noemt men de halfruimte afgesloten, anders open. Het begrip halfruimte leidt ertoe dat het begrensde hypervlak de ruimte in twee delen opdeelt. Terminologie en voorstelling zijn een generalisatie van de drie-dimensionale ruimte, waar een vlak een halfruimte begrenst. 

## Formele definitie

### Speciaal gevalRn{\displaystyle \mathbb {R} ^{n}}
Voor {\displaystyle a\in \mathbb {R} ^{n}} en {\displaystyle \beta \in \mathbb {R} } noemt men
{\displaystyle \{x\in \mathbb {R} ^{n}\mid \langle a,x\rangle =\beta \}}
een hypervlak,
{\displaystyle \{x\in \mathbb {R} ^{n}\mid \langle a,x\rangle \geq \beta \}}
een afgesloten halfruimte en
{\displaystyle \{x\in \mathbb {R} ^{n}\mid \langle a,x\rangle >\beta \}}
een open halfruimte.

### Algemene definitie
Zei {\displaystyle V} een reële vectorruimte. Voor de lineaire vorm {\displaystyle \lambda \colon V\to \mathbb {R} } en {\displaystyle \beta \in \mathbb {R} } heten de deelverzamelingen 
{\displaystyle \{v\in V\mid \lambda (v)\geq \beta \}}
en 
{\displaystyle \{v\in V\mid \lambda (v)>\beta \}}
een afgesloten- respectievelijk open halfruimte.

## Speciale gevallen
- Op een rechte {\displaystyle \mathbb {R} } zijn de hypervlakken precies de punten, en is een halfruimte daardoor een door een punt afgegrensde deelverzameling van een rechte {\displaystyle \mathbb {R} }. In dit speciale geval spreekt men ook van een halfrechte.
- In het vlak {\displaystyle \mathbb {R} ^{2}} zijn de hypervlakken precies de rechten, en daardoor is een halfruimte een door een rechte afgegrensde deelverzameling van {\displaystyle \mathbb {R} ^{2}}. In dit speciale geval spreekt met ook van een halfvlak.
- De hypervlakken van de ruimte {\displaystyle \mathbb {R} ^{3}} zijn precies de vlakken, en is een halfruimte een door een vlak begrensde deelverzameling van de ruimte.